# Жизненный цикл изделия
Жизненный цикл изделия (жизненный цикл продукции) — совокупность явлений и процессов, повторяющаяся с периодичностью, определяемой временем существования типовой конструкции изделия, от её замысла до утилизации или конкретного экземпляра изделия от момента завершения его производства до утилизации (ГОСТ Р 56136-2014). Является частным случаем жизненного цикла системы применительно к изделиям промышленного производства.

## Стадии и этапы жизненного цикла
Жизненный цикл включает несколько стадий, то есть частей жизненного цикла, выделяемых по признакам
характерных для неё явлений, процессов (работ) и конечных результатов. Основные стадии жизненного цикла это научные исследования, проектирование, производство, эксплуатация, утилизация. Они могут включать по несколько этапов, например:
- Маркетинговые исследования
- Проектирование
- Испытания
- Планирование и технологическая проработка процессов изготовления
- Закупка материалов и комплектующих изделий
- Изготовление
- Приёмка
- Упаковка и хранение
- Продажа и распределение
- Монтаж и наладка
- Использование по назначению
- Техническое обслуживание и ремонт
- Послепродажная техническая поддержка (послепродажное обслуживание)
- Утилизация и (или) переработка

Планирование деятельности с учётом особенностей стадий и этапов жизненного цикла позволяет обеспечить безопасность продукции, уменьшить издержки, рационально спланировать работы на разных стадиях жизненного цикла изделий. Управление процессами жизненного цикла современного высокотехнологичного изделия является сложной задачей и решается с помощью специализированных технологий и автоматизированных систем управления жизненным циклом.
PLM-система (англ. product lifecycle management system) — технологический комплекс, в том числе инфраструктура, организационные процедуры и прикладное программное обеспечение, для управления жизненным циклом изделий (ранее в этой области употреблялся термин CALS-технологии).

## Разработка (проектирование) изделия
Проектирование современных высокотехнологичных изделий осуществляется с помощью систем автоматизированного проектирования. В САПР машиностроительных отраслей промышленности принято выделять системы функционального, конструкторского и технологического проектирования. Первые из них называют системами расчётов и инженерного анализа или системами CAE (англ. computer-aided engineering). Системы конструкторского проектирования называют системами CAD (computer-aided design). Проектирование технологических процессов составляет часть технологической подготовки производства и выполняется в системах CAM (computer-aided manufacturing). Для решения проблем совместного функционирования компонентов САПР различного назначения, координации работы систем САЕ/CAD/САМ, управления проектными данными и проектированием разрабатываются системы, получившие название систем управления проектными данными PDM (product data management). Системы PDM либо входят в состав модулей конкретной САПР, либо имеют самостоятельное значение и могут работать совместно с разными САПР.
Начиная со стадии проектирования требуются услуги системы управления цепочками поставок — SCM. Цепь поставок обычно определяют как совокупность стадий увеличения добавленной стоимости продукции при её движении от компаний-поставщиков к компаниям-потребителям. Управление цепью поставок подразумевает продвижение материального потока с минимальными издержками.
Координация работы многих предприятий-партнёров с использованием интернет-технологий возлагается на системы электронной коммерции, иногда выделяемые в класс системам управления данными в едином информационном пространстве участников жизненного цикла изделия.

## Производство изделия
Информационная поддержка этапа производства изделия осуществляется автоматизированными системами управления предприятием (АСУП) и автоматизированными системами управления технологическими процессами (АСУТП). К АСУП относятся интегрированные системы планирования ресурсов предприятия (ERP), системы планирования производства (MRP, MRP II), SCM-системы. Наиболее развитые системы ERP выполняют различные бизнес-функции, связанные с планированием производства, закупками, сбытом продукции, анализом перспектив маркетинга, управлением финансами, персоналом, складским хозяйством, учётом основных фондов и т. п. Системы MRP II ориентированы, главным образом, на бизнес-функции, непосредственно связанные с производством. SCM и MRP II могут быть реализованы как подсистемы ERP.
Промежуточное положение между АСУП и АСУТП занимает производственная исполнительная система — MES, предназначенная для решения оперативных задач управления проектированием, производством.
В состав АСУТП входит система SCADA, выполняющая диспетчерские функции (сбор и обработка данных о состоянии оборудования и технологических процессов) и помогающая разрабатывать программное обеспечение для встроенного оборудования. Для непосредственного программного управления технологическим оборудованием используют системы CNC (computer numerical control) на базе специализированных промышленных компьютеров, встроенных в технологическое оборудование с числовым программным управлением.

## Эксплуатация изделия
Советский энциклопедический словарь определяет понятие «эксплуатация» как производное от фр. exploitation (использование, извлечение выгоды) и описывающее, в частности, «использование средств труда и транспорта».
В технике понятие «эксплуатация» определяется ГОСТ 25866-83 как стадия жизненного цикла изделия, на которой реализуется, поддерживается и восстанавливается их качество. Стадия эксплуатации в общем случае включает использование изделия по назначению, его транспортирование, хранение, техническое обслуживание и ремонт. Для сложных видов техники (авиационной, морской, ракетной и т. п.) в нормативной документации может быть установлена номенклатура видов ремонта, входящих в эксплуатацию (например, текущий или средний ремонт), и выполняемых на условиях вывода изделия из эксплуатации (капитальный ремонт).
Для совокупности выполняемых на стадии эксплуатации изделия работ по его транспортированию, хранению, техническому обслуживанию и ремонту используют производное от «эксплуатация» понятие «техническая эксплуатация» (ГОСТ 25866-83, п. 2).
В отдельных видах техники для обозначения процесса её использования по назначению применяют производные от термина «эксплуатация», например, «лётная эксплуатация воздушного судна».
Для установления взаимодействия поставщика с приобретателем изделия уже на этапе реализации продукции определяются отношения поставщика с заказчиками и покупателями, проводится анализ рыночной ситуации, определяются перспективы спроса на планируемые изделия. Эти функции реализуются с помощью системы CRM.

## Концепция управления жизненным циклом изделия
Управление данными в информационном пространстве, едином для различных автоматизированных систем, возлагается на систему управления жизненным циклом продукции — PLM (product lifecycle management). Технологии PLM объединяют методы и средства информационной поддержки изделий на всех этапах их жизненного цикла. При этом обеспечивается взаимодействие как средств автоматизации разных производителей, так и различных автоматизированных систем многих предприятий, то есть технологии PLM являются основой, интегрирующей информационное пространство, в котором функционируют САПР, ERP, PDM, SCM, CRM и другие автоматизированные системы разных предприятий.
Концепция управления жизненным циклом изделия была впервые представлена American Motors Corporation (AMC) в 1985 году для повышения конкурентоспособности своей продукции. По словам Франсуа Кастайна, вице-президента по проектированию и разработке: «Не имея огромных бюджетов у General Motors, Ford и иностранных конкурентов … AMC сделала упор на НИОКР, чтобы поддержать жизненный цикл своей первичной продукции (в частности, Jeep)».
Первым этапом в стремлении ускорить разработку продукта стала программная система автоматизированного проектирования (САПР), которая сделала инженеров более продуктивными. Вторым этапом была новая система управления данными об изделиях, которая позволяла быстрее разрешать конфликты и сокращала сроки внесения инженерных изменений, поскольку все чертежи и документы находились в центральной базе данных. Управление инженерными данными стало настолько эффективным, что после приобретения AMC компанией Chrysler система была внедрена во всех подразделениях предприятия, участвующих в создании продукции. Будучи пионером в технологии PLM, Chrysler смог стать самым эффективным по затратам на проектирование производителем в автомобильной промышленности, затраты на разработку к середине 1990-х годов составляли половину среднего показателя по отрасли.
Параллельно, начиная с 1982-1983 годов, компания Rockwell International разработала первоначальные концепции PDM и PLM для программы бомбардировщиков B-1B. Система Engineering Data System (EDS) была интегрирована с системами Computervision и CADAM для отслеживания конфигурации изделий и жизненного цикла продукции. Позднее была выпущена версия Computervison, в которой реализованы только аспекты PDM, поскольку модель жизненного цикла была специфична для продукции Rockwell и аэрокосмической отрасли.